# Суарес, Каласан
Каласан Хосе Суарес Диас (исп. Kalazan José Suárez Díaz; род. 5 марта 2002) — колумбийский футболист, полузащитник клуба «Кортулуа».

## Клубная карьера
Суарес — воспитанник клуба «Реал Картахена». 9 февраля 2020 года в матче против «Атлетико Кали» он дебютировал в колумбийской Примере B. В начале 2022 года Суарес перешёл в аргентинский «Годой-Крус». За основной состав он так и не дебютировал. Летом того же года Суарес вернулся на родину, став игроком «Кортулуа». 13 августа в матче против «Альянса Петролера» он дебютировал в Кубке Мустанга. По итогам сезона клуб вылетел из элиты, но игрок остался в команде. В 2023 году в поединке против «Реал Сантандер» Каласан забил свой первый гол за «Кортулуа». 

## Международная карьера
В 2023 году в составе олимпийской сборной Колумбии Суарес принял участие в домашних Панамериканских играх. На турнире он сыграл в матчах против команд Гондураса, Уругвая и Бразилии.